# Igors Savčenkovs
Igors Savčenkovs (ur. 3 listopada 1982 w Windawie) – łotewski piłkarz grający na pozycji obrońcy, reprezentant Łotwy.

## Kariera klubowa
Savčenkovs profesjonalną karierę rozpoczął w FK Ventspils. W 2005 roku przeniósł się do Dinaburg FC, po dwóch latach powrócił jednak do FK Ventspils. W kolejnych latach występował w FK Jelgava, ponownie FK Ventspils, Skonto FC, a od 2013 roku jest zawodnikiem FC Daugava.

## Kariera reprezentacyjna
W kadrze zadebiutował 20 sierpnia 2008 roku w towarzyskim meczu przeciwko Rumunii. Na boisku przebywał do 72. minuty.
| Mecze i gole w reprezentacji | Mecze i gole w reprezentacji | Mecze i gole w reprezentacji | Mecze i gole w reprezentacji | Mecze i gole w reprezentacji | Mecze i gole w reprezentacji | Mecze i gole w reprezentacji |
| #                            | Data                         | Stadion                      | Rywal                        | Wynik                        | Gol                          | Rozgrywki                    |
| 2009                         | 2009                         | 2009                         | 2009                         | 2009                         | 2009                         | 2009                         |
| ---------------------------- | ---------------------------- | ---------------------------- | ---------------------------- | ---------------------------- | ---------------------------- | ---------------------------- |
| 1.                           | 20.08.2008                   | Urziceni, Rumunia            | Rumunia                      | 0:1                          | 0                            | towarzyski                   |
| 2.                           | 11.10.2008                   | St. Gallen, Szwajcaria       | Szwajcaria                   | 1:2                          | 0                            | El. MŚ 2010                  |
| 3.                           | 12.11.2008                   | Tallinn, Estonia             | Estonia                      | 1:1                          | 0                            | towarzyski                   |
| 2012                         |                              |                              |                              |                              |                              |                              |
| 4.                           | 01.06.2012                   | Võru, Estonia                | Litwa                        | 5:0                          | 0                            | towarzyski                   |